# 加拿大特许专业会计师
特许专业会计师（英語：Chartered Professional Accountant，簡稱CPA ) 是加拿大的一個會計師專業認證稱號。2013年，加拿大註冊會計師、加拿大特許會計師、加拿大註冊管理會計師三個會計師稱號合併。此後加拿大会计师公会成為了代表该行业的加拿大全國性组织，自2014年以来，加拿大各省、地区和百慕大的所有會計師机构的成员都使用特许专业会计师這一称号。

## 外部鏈接
- 官方网站
- Vision CGA: Unification Information，存档于（存檔日期 15 June 2013）